# Imeri Gramvousa
Imeri Gramvousa är en ö i Grekland. Den ligger i regionen Kreta, i den södra delen av landet, 260 km söder om huvudstaden Aten. Arean är 0,86 kvadratkilometer.
Öns högsta punkt är 116 meter över havet. Den sträcker sig 1,2 kilometer i nord-sydlig riktning, och 1,3 kilometer i öst-västlig riktning.

## Fästningen
På öns krön ligger en fästningsruin. Fästningen byggdes 1579–1584 av venetianerna som styrde Kreta 1212–1669. Osmanska riket tog därefter kontroll över Kreta, men det dröjde till 1696 innan de lyckades bemäktiga sig fästningen på Gramvousa från venetianerna. Under grekiska frihetskriget 1821–1829 var Gramvousa centrum för de grekiska rebellerna. 

## Galleri

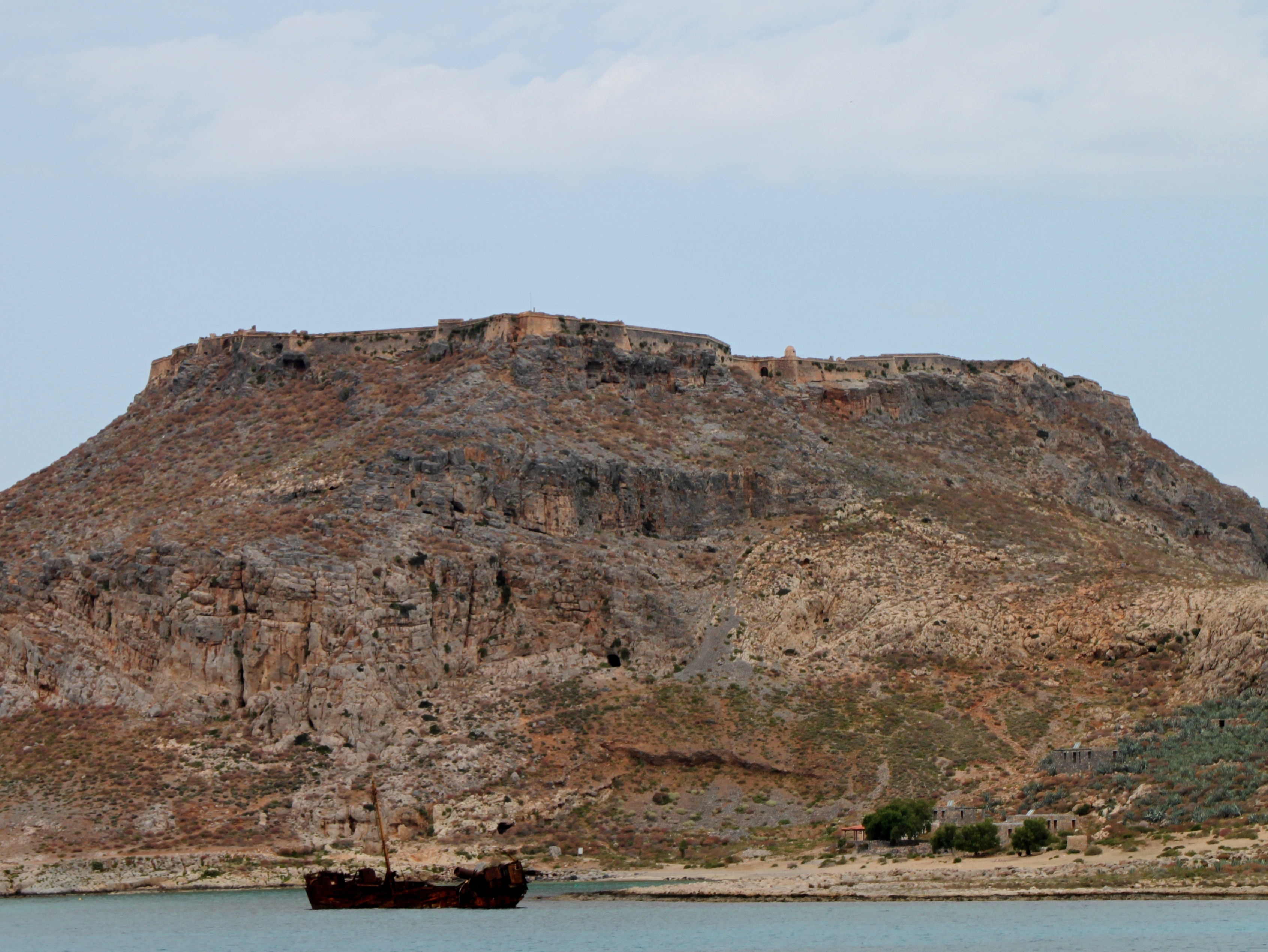
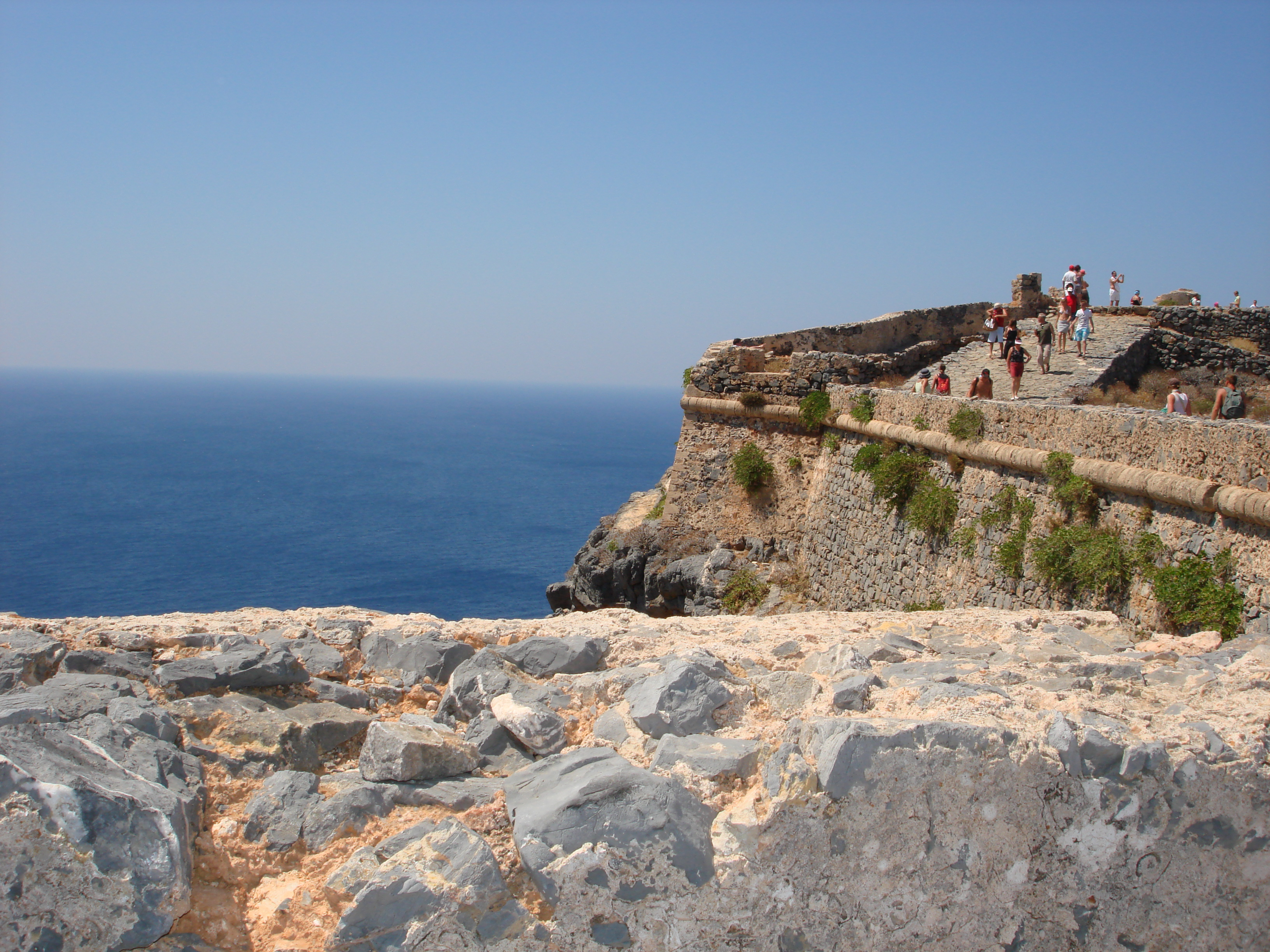
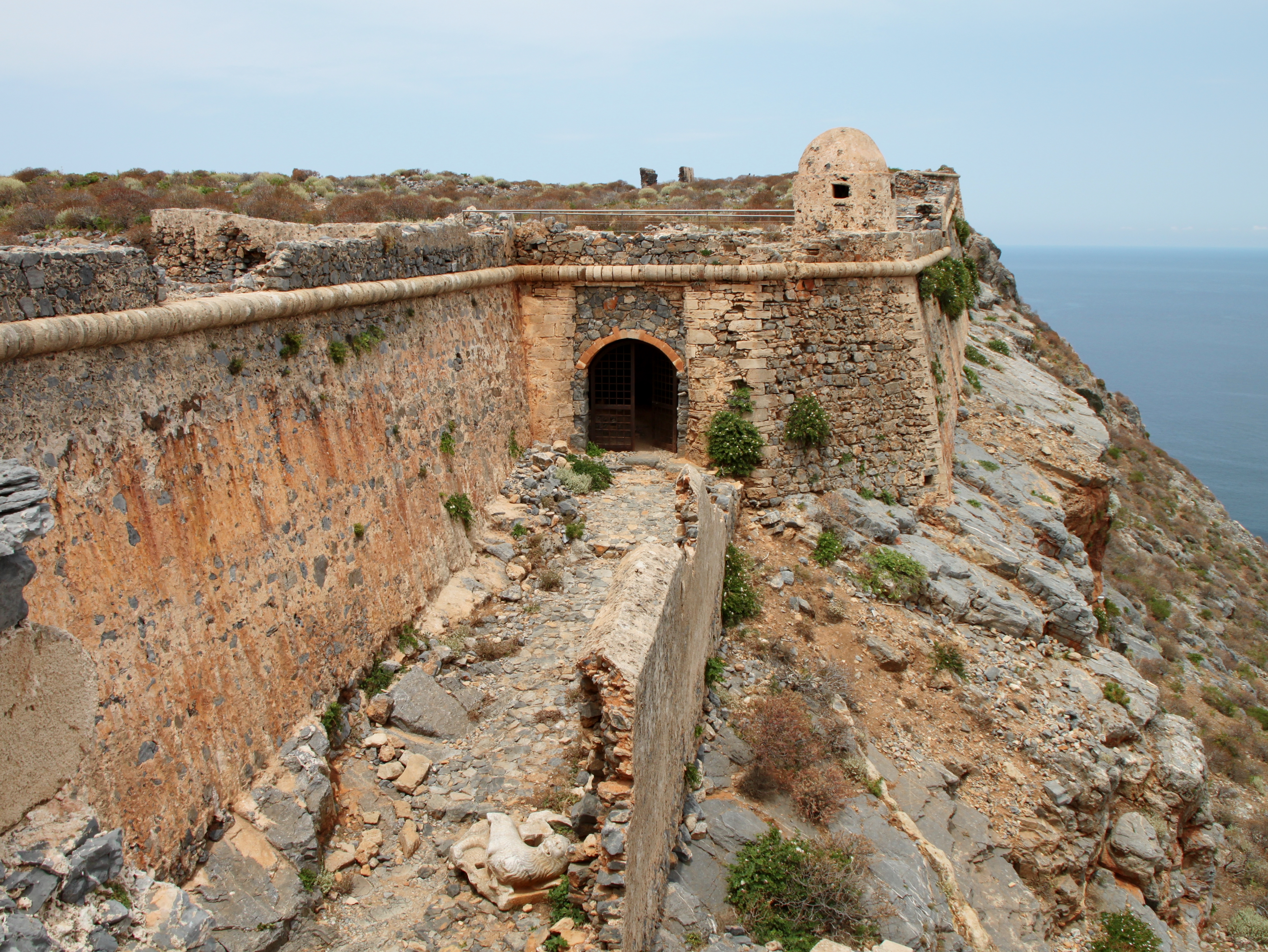
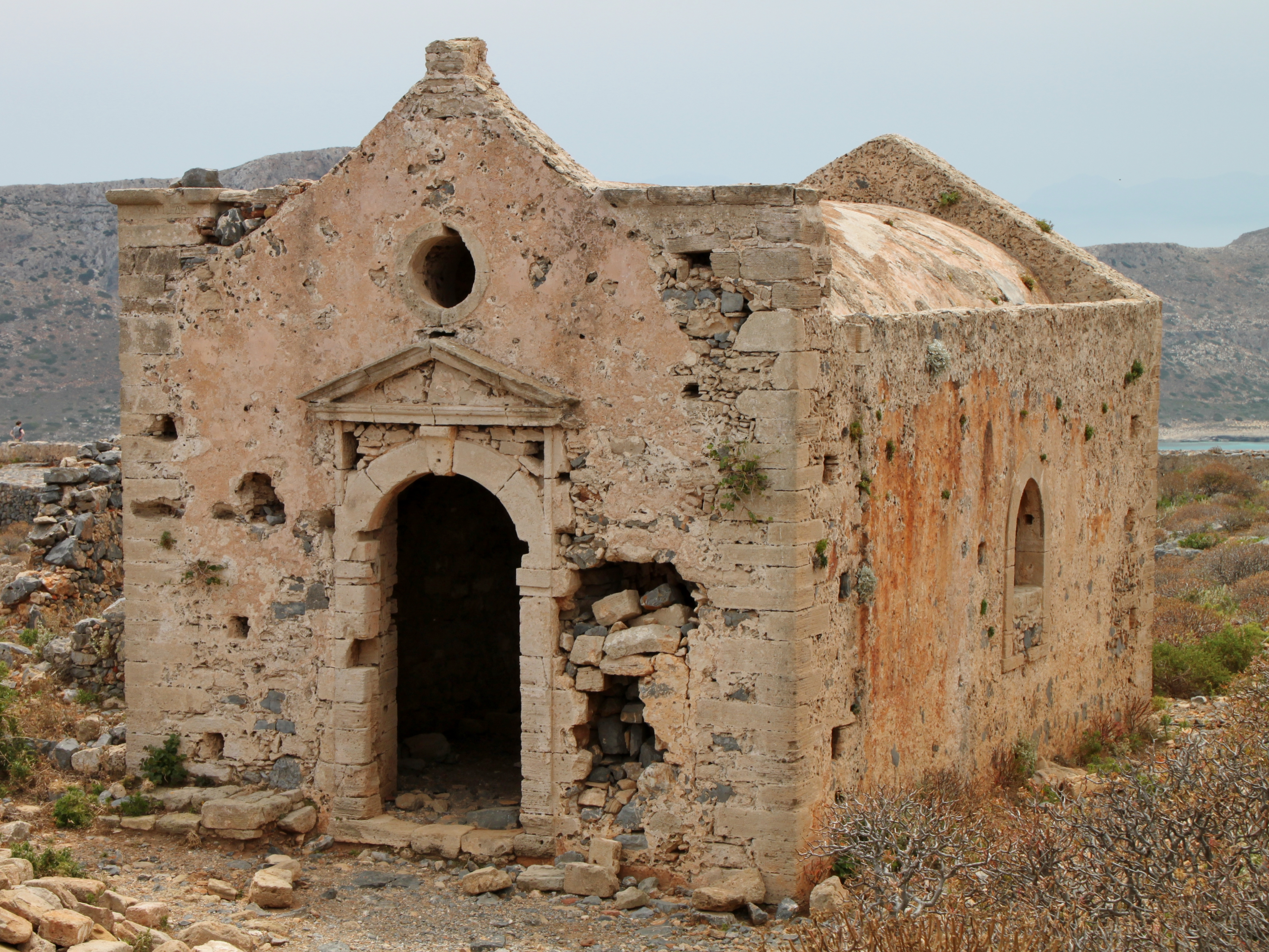
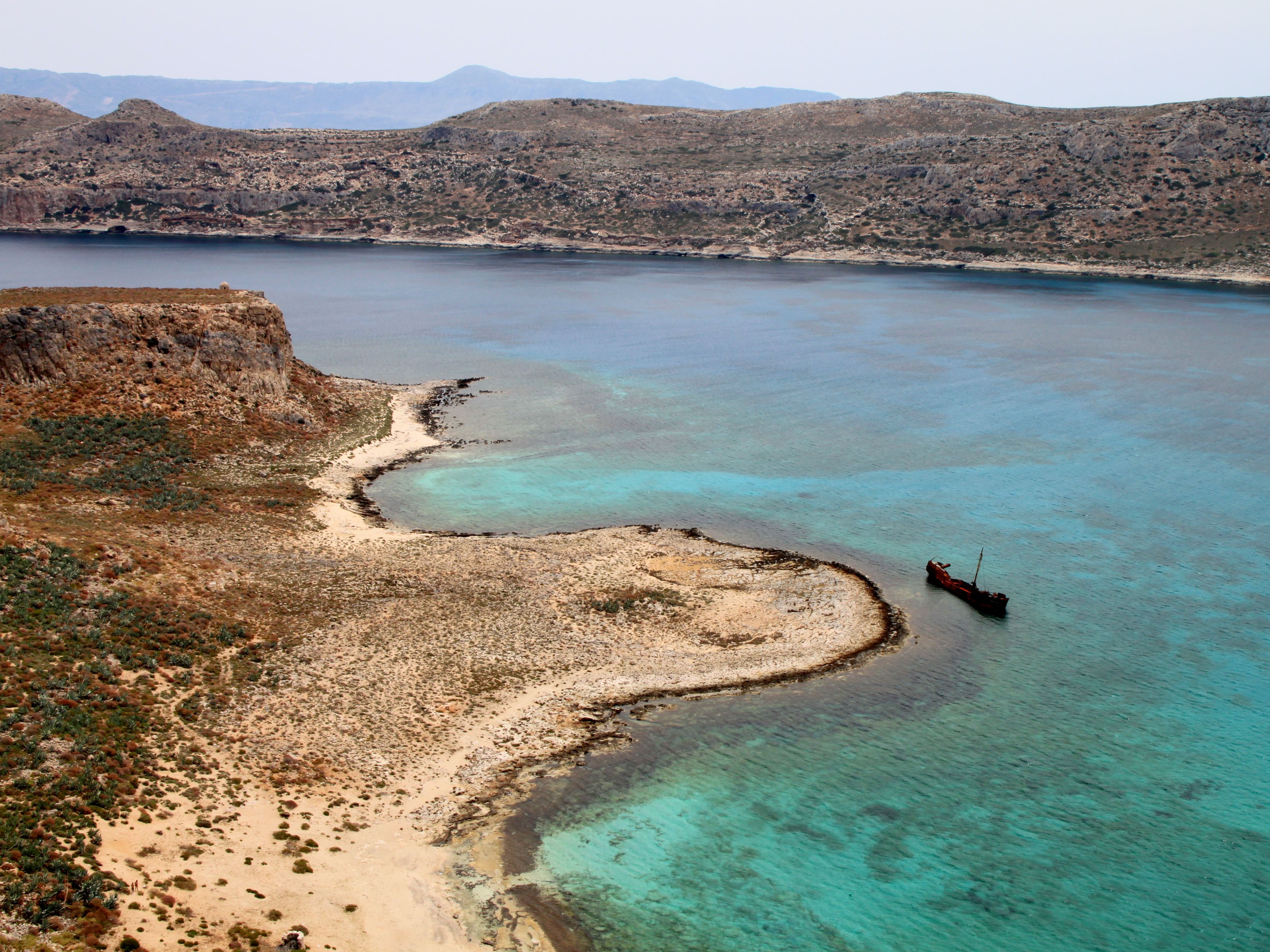